# Peter Tchernyshev
Peter Tchernyshev, ros. Пётр Андреевич Чернышёв Piotr Andriejewicz Czernyszow (ur. 6 lutego 1971 w Leningradzie) – rosyjski łyżwiarz figurowy reprezentujący Stany Zjednoczone, startujący w parach tanecznych z Naomi Lang. Uczestnik igrzysk olimpijskich (2002), dwukrotny mistrz (2000, 2002) i wicemistrz czterech kontynentów (2001), 5-krotny mistrz Stanów Zjednoczonych (1999–2003). Zakończył karierę sportową 17 lutego 2004 roku.

## Życiorys
Jego dziadek Piotr Czernyszow był łyżwiarzem figurowym, 5-krotnym mistrzem Związku Radzieckiego (1937–1941) w konkurencji solistów.
Tchernyshev otrzymał amerykańskie obywatelstwo w styczniu 2001 roku.
Lang i Tchernyshev nie występowali w jesiennych zawodach w sezonie 2003/2004 z powodu kontuzji Lang i powrócili dopiero na mistrzostwa Stanów Zjednoczonych. Po tańcu obowiązkowym zajmowali drugie miejsce, ale wycofali się przed tańcem oryginalnym z powodu odnowienia się kontuzji ścięgna Achillesa u Naomi. Później okazało się, że Lang nie jest w stanie kontynuować kariery łyżwiarskiej, a oprócz tego spodziewa się dziecka. 17 lutego 2004 roku ogłosili zakończenie kariery. 
W kolejnych latach kontynuowali wspólne występy w rewiach łyżwiarskich, a Tchernyshev został choreografem. Układał programy m.in. dla Yūko Kawaguchi i Aleksandra Smirnowa. W 2010 roku wygrał 11. edycję rosyjskiego programu Dancing on Ice w parze z Julją Kowalczuk, a następnie występował w programach Ice Age i Ice and Fire dla Channel One. Ponadto wspierał sztab szkoleniowy Tamary Moskwinej oraz Jeleny Bujanowej, gdzie układał choreografię dla Adeliny Sotnikowej i Maksima Kowtuna. 
Jego pierwszą żoną była łyżwiarka figurowa Natalja Annienko z którą rozwiódł się po 7 latach małżeństwa. 22 września 2008 roku poślubił rosyjską aktorkę Anastasiję Zaworotniuk podczas ceremonii w kościele Foros na Półwyspie Krymskim. Zaworotniuk ma córkę Annę (ur. 1996) i syna Michaela (ur. 2000) z drugiego małżeństwa. Pod koniec 2018 roku Zaworotniuk i Tchernyshev zostali rodzicami córki o imieniu Mila. Latem 2019 roku rosyjskie media podały informację o zdiagnozowaniu u żony Tchernysheva guza mózgu w zaawansowanym stadium.

## Osiągnięcia

### Z Naomi Lang (Stany Zjednoczone)
| Zawody                           | 96–97          | 97–98          | 98–99          | 99–00          | 00–01          | 01–02          | 02–03          | 03–04          |                |                |                |                |                |                |                |                |                |
| Międzynarodowe                   | Międzynarodowe | Międzynarodowe | Międzynarodowe | Międzynarodowe | Międzynarodowe | Międzynarodowe | Międzynarodowe | Międzynarodowe | Międzynarodowe | Międzynarodowe | Międzynarodowe | Międzynarodowe | Międzynarodowe | Międzynarodowe | Międzynarodowe | Międzynarodowe | Międzynarodowe |
| -------------------------------- | -------------- | -------------- | -------------- | -------------- | -------------- | -------------- | -------------- | -------------- | -------------- | -------------- | -------------- | -------------- | -------------- | -------------- | -------------- | -------------- | -------------- |
| Igrzyska olimpijskie             |                |                |                |                |                | 11             |                |                |                |                |                |                |                |                |                |                |                |
| Mistrzostwa świata               |                |                | 10             | 8              | 9              | 9              | 8              |                |                |                |                |                |                |                |                |                |                |
| Mistrzostwa czterech kontynentów |                |                | 3              | 1              | 2              | 1              | 3              |                |                |                |                |                |                |                |                |                |                |
| GP Trophée Lalique               |                |                |                | 5              | 4              |                |                |                |                |                |                |                |                |                |                |                |                |
| GP Cup of Russia                 |                |                | 5              |                |                |                |                |                |                |                |                |                |                |                |                |                |                |
| GP Skate America                 |                |                | 5              | 3              | 5              |                |                |                |                |                |                |                |                |                |                |                |                |
| Trophee Lysiane Lauret           |                | 2              |                |                |                |                |                |                |                |                |                |                |                |                |                |                |                |
| Keri Lotion FS Classics          |                |                |                | 2              |                |                |                |                |                |                |                |                |                |                |                |                |                |
| Igrzyska dobrej woli             |                |                |                |                | 4              |                |                |                |                |                |                |                |                |                |                |                |                |
| Krajowe                          |                |                |                |                |                |                |                |                |                |                |                |                |                |                |                |                |                |
| Mistrzostwa Stanów Zjednoczonych | 5              | 3              | 1              | 1              | 1              | 1              | 1              | WD             |                |                |                |                |                |                |                |                |                |

### Z Sophią Eliazovą (Stany Zjednoczone)
| Mistrzostwa Stanów Zjednoczonych | 13 |

### Z Olgą Pierszankową (Rosja)
| Memoriał Karla Schäfera | 2 |